# قنطورس الأقرب c
قنطورس الأقرب c هو مرشح قوي ليكون كوكب خارج المجموعة الشمسية يدور حول النجم القزم الأحمر قنطورس الأقرب وهو النجم الأقرب إلى الشمس، وجزء من نظام نجمي ثلاثي. يقع على بعد 4.2 سنة ضوئية (1.3 فرسخ فلكي، أو 40 ترليون كيلومتر، أو 25 ترليون ميل) من الأرض في كوكبة قنطورس، وهذا ما يجعله الكوكب الخارجي المعروف الأقرب إلى النظام الشمسي بالإضافة إلى قنطورس الأقرب b وقنطورس الأقرب d.